# 師団管区
師団管区（しだんかんく）は、1939年から1941年まで日本陸軍が当時日本の植民地だった朝鮮に置いた管区で、内地における師管に相当する。第19師団管区と第20師団管区があり、1940年にそれぞれ羅南師団管区と京城師団管区に改称した。下位の区分として兵事区を持ち、徴兵および在郷軍人関連の事務の区分となった。1941年に師管に転換されてなくなった。

## 師団管区以前
日本が韓国併合を行ったのは1910年、朝鮮に2個師団常駐を決めたのは1915年だが、日本の内地にあるような連隊区は置かれなかった。連隊区を管轄する連隊区司令官・連隊区司令部の主任務は、その地域を本籍とする男子から徴兵を行うことであったが、徴兵の対象は「戸籍法の適用を受くる者」に限定されており、適用を受けない植民地住民は除外されていた。連隊区がなければその上位区分である師管もなくてよいわけである。
しかし徴兵関連の事務がまったくなかったわけではない。日本の内地に戸籍を持つ男子は、朝鮮に居住しても兵役義務があり、徴兵のための身体検査を朝鮮で受けることができた。この検査は朝鮮所在の師団が統括実施した。戦時に召集されるべき予備役・後備役の在郷軍人で朝鮮に居住する者も少なくなく、彼らは地方官庁を通じて朝鮮に所在する師団長への届出が義務づけられた。彼らに対する召集令状は、朝鮮所在の師団長（実務的には師団司令部）が作製することになっていた。
そうした事務のための区分として、陸軍省は「兵役法施行規則」で第19師団と第20師団の地域分担を定めた。朝鮮北東部にあたる江原道、咸鏡南道、咸鏡北道と間島が第19師団、その他が第20師団である。
また、1938年（昭和13年）に陸軍特別志願兵令が制定され、朝鮮人から陸軍の兵士を募集する制度ができると、その募集事務も朝鮮の2師団が行った。師団管区が置かれたのはその翌年である。

## 師団管区設置とその概要
1939年、昭和14年勅令第518号（8月1日制定、2日公布）で陸軍兵事部令が制定され、内地の連隊区に相当する兵事区と、連隊区司令部に相当する陸軍兵事部が置かれた。徴兵、志願兵募集などの事務は兵事部が執行し、師団司令部はそれを上から監督することになった。
朝鮮には6つの兵事区が置かれ、北東部の2つの兵事区を第19師団、その他全部を第20師団が管轄すると定められた。師団管区の呼び方は、陸軍兵事部令や陸軍管区表になく、陸軍省令の「兵役法施行規則」などで規定された。
内地の師管には、そこから徴兵された兵士がその地の師団の兵士を構成するという原則があったが、師団管区にはあてはまらない。居住者本人が希望すれば、本籍地でなく現地朝鮮の部隊に直行で入営できるという特例制度はあったが、日本の他師管から回された兵員で大部分が構成されることに変わりなかった。

## 名称変更と廃止
1940年、昭和15年軍令陸第20号（7月24日制定、26日公布、8月1日公布）により、師管と師団管区の名称はそれまでの番号から地名に改められた。第19師団管区は羅南師団管区に、第20師団管区は京城師団管区に、それぞれ変更になった。区割りに変更はなかった。
さらに翌1941年、昭和16年軍令陸第20号（8月5日制定、7日公布、11月11日施行）で、師団管区の名称は師管に改められ、師団管区はなくなった。羅南師団管区は羅南師管、京城師団管区は京城師管に、それぞれ改称した。下に置く兵事区の数が増えたものの、師団管区ないし師管の実態に大きな変更はなかった。

## 師団管区と兵事区の構成

### 師団管区以前 (1927 - 1939)
1939年8月1日まで
- 第19師団（咸鏡北道、咸鏡南道、江原道、間島）
- 第20師団（上記以外の朝鮮）

### 師団管区 (1939 - 1940)
1939年8月2日から1940年7月31日まで
- 第19師団管区
  - 羅南兵事区（咸鏡北道）
  - 咸興兵事区（咸鏡南道）
- 第20師団管区
  - 京城兵事区（京畿道、江原道、忠清北道）
  - 平壌兵事区（平安北道、平安南道、黄海道）
  - 大邱兵事区（慶尚北道、慶尚南道）
  - 光州兵事区（忠清南道、全羅北道、全羅南道）

### 師団管区 (1940 - 1941)
1940年8月1日から1941年10月31日まで
- 羅南師団管区
  - 羅南兵事区（咸鏡北道）
  - 咸興兵事区（咸鏡南道）
- 京城師団管区
  - 京城兵事区（京畿道、江原道、忠清北道）
  - 平壌兵事区（平安北道、平安南道、黄海道）
  - 大邱兵事区（慶尚北道、慶尚南道）
  - 光州兵事区（忠清南道、全羅北道、全羅南道）